# 蕭子恪
蕭 子恪（しょう しかく、478年 - 529年）は、南朝斉の皇族。字は景沖。

## 経歴
斉の豫章王蕭嶷の次男として生まれた。永明年間、南康県侯に封じられた。12歳のとき、従兄の竟陵王蕭子良とともに「高松賦」を唱和すると、王倹がこれを珍しがった。寧朔将軍・淮陵郡太守を初任とした。建武年間、輔国将軍・呉郡太守に転じた。永泰元年（498年）、王敬則が会稽で挙兵して反乱を起こすと、子恪を奉じることを名分としたため、明帝は子恪の兄弟郎党70人あまりを西省に入れ、夜にかれらを殺害しようと図った。たまたま子恪が郡から逃げ帰って、この日のうちに建康に到着したため、明帝は殺害を取りやめた。子恪は太子中庶子となった。東昏侯が即位すると、秘書監に転じ、右軍将軍の号を受けた。まもなく侍中となった。
中興2年（502年）、輔国諮議参軍に転じた。同年（天監元年）に梁が建国されると、子恪は子爵に降格され、散騎常侍の位を受け、歩兵校尉を兼ねた。病を理由に任を受けず、光禄大夫の位を受けた。まもなく司徒左長史となった。ほどなく永嘉郡太守として出向し、建康に召還されて光禄卿・秘書監に任じられた。また明威将軍・零陵郡太守として出向した。天監17年（518年）、入朝して散騎常侍・輔国将軍となった。普通元年（520年）、宗正卿に転じた。普通3年（522年）、都官尚書となった。普通4年（523年）、吏部尚書に転じた。普通6年（525年）、太子詹事に任じられた。大通2年（528年）、寧遠将軍・呉郡太守として出向した。
大通3年（529年）、郡舎で死去した。享年は52。侍中・中書令の位を追贈された。諡は恭といった。
子の蕭瑳は太清年間に吏部郎となったが、侯景の乱を避けて東陽に移り、後に反乱兵に殺害された。

## 伝記資料
- 『梁書』巻35 列伝第29
- 『南史』巻42 列伝第32